# Страда Сфорий
Страда Сфорий (рум. Strada sforii — улица Веревки) — самая узкая улица города Брашов в Румынии, некоторые считают её и самой узкой в Европе, однако она шире Шпройерхофштрассе в Ройтлингене, Германия и  Парламент-стрит в Эксетере, Великобритания. Ширина Страда Сфорий в наиболее узком месте — 111 см, в самом широком она достигает 135 см, протяженность улицы — около 80 метров.
Страда Сфорий предположительно была построена в XVI веке как специальный коридор для пожарных, впервые она упоминается в документах 17-го века. Несмотря на своё изначально техническое предназначение, она выглядит как настоящая улица: мостовая выложена брусчаткой, на улочку выходят окна домов, по вечерам её освещают фонари. Она расположена неподалёку от Ворот Шкей, одним концом выходит на улицу Поарта Шкей (Poarta Şchei), другим — на улицу Чербулуи (Cerbului).
В 2003 году власти города отреставрировали улицу, провели освещение и повесили табличку.
В настоящее время она является туристической достопримечательностью города.